# Frank Simon Hofmann
Frank Simon Hofmann (František Simon Hofmann 27. prosince 1916 Praha – 13. dubna 1989 Auckland, Nový Zéland) byl český fotograf, který byl uznáván za své umění v Evropě i na Novém Zélandu.

## Životopis
Hofmann si vytříbil své fotografické schopnosti jako člen pražské fotografické společnosti, zatímco se věnoval jak romantickému piktorialismu, tak modernistické nové věcnosti.
Jako Žid byl Hofmann v roce 1940 kvůli vzestupu nacismu donucen uprchnout z Prahy do Spojeného království. Později se přestěhoval na Nový Zéland, kde se intenzivně zapojil do kulturní scény Aucklandu: přátelil se s umělcem Dennisem Knightem Turnerem, spisovatelem Frankem Sargesonem, houslistkou Mauricí Clare i s architektem Vernonem Brownem.
Hofmannova první samostatná výstava se uskutečnila až v roce 1959, a to na Konferenci fotografické společnosti v novozélandském městě Tauranga. Koncem osmdesátých let došlo k oživení zájmu o Hofmanna a jeho práci; viděli v něm retro ikonu novozélandského moderního vkusu. Retrospektiva z roku 1987 byla umístěna v Aberhart North Gallery v Aucklandu. V roce 1989 se jeho práce objevila v celostátní putovní výstavě, která byla v té době prezentována Národní uměleckou galerií v rámci výstavy Object & Style: Photographs from Four Decades 1930s–1960s, a znovu v roce 1992 v Auckland Art Gallery jako součást The 1950s Show.

## Galerie

Clothesline
Jerusalem: Yeshiva
Wire mesh
Helen Shaw
Diving tower, Prague
Portrait of a pianist (Lili Kraus)
Design for bookplate